# Henry County (Georgia)
Henry County is een county in de Amerikaanse staat Georgia.
De county heeft een landoppervlakte van 836 km² en telt 119.341 inwoners (volkstelling 2000). De hoofdplaats is McDonough.
In de county ligt het Panola Mountain State Park met de berg Panola Mountain.

## Bevolkingsontwikkeling

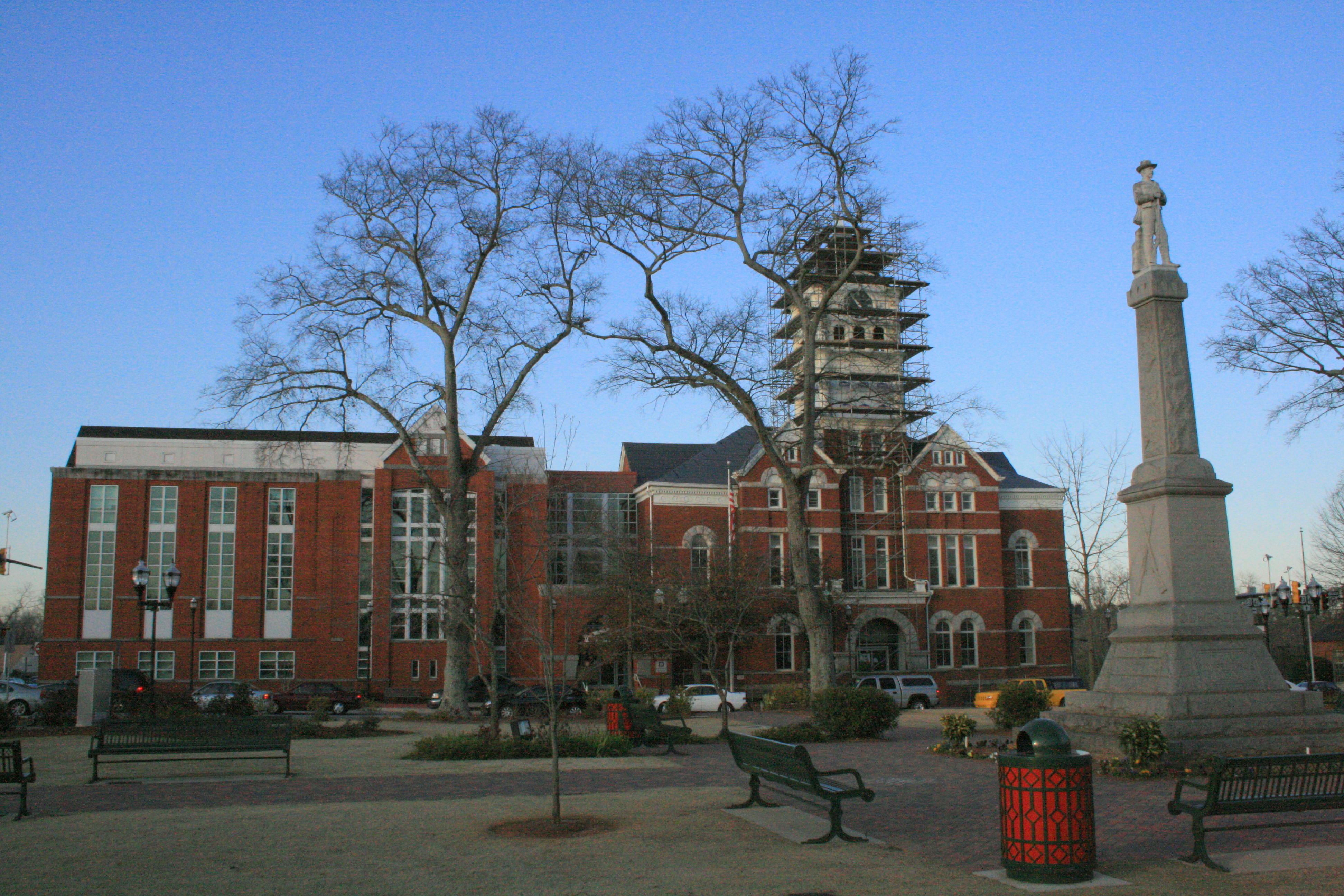
Henry County Courthouse in McDonough